# Castelo de La Calahorra

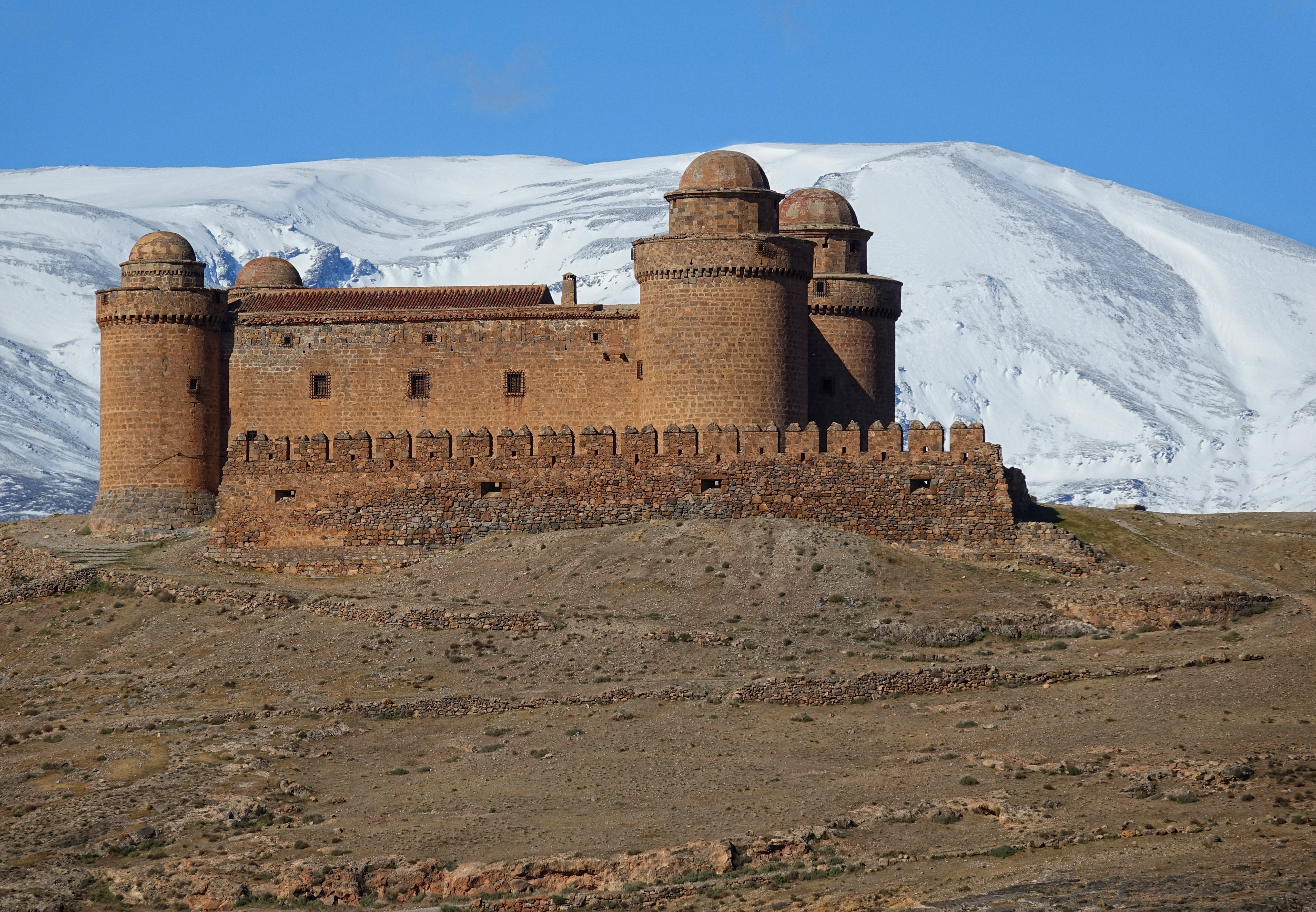
Castillo de La Calahorra localizado numa colina perto de La Calahorra

O Castelo de La Calahorra está localizado em La Calahorra, na província de Granada, em Espanha. Ele está situado no sopé da Serra Nevada . Construído entre 1509 e 1512, foi um dos primeiros castelos do Renascimento italiano a ser construído fora da Itália. Foi declarado Bien de Interés Cultural em 1922.